# Kabinett Cleveland I

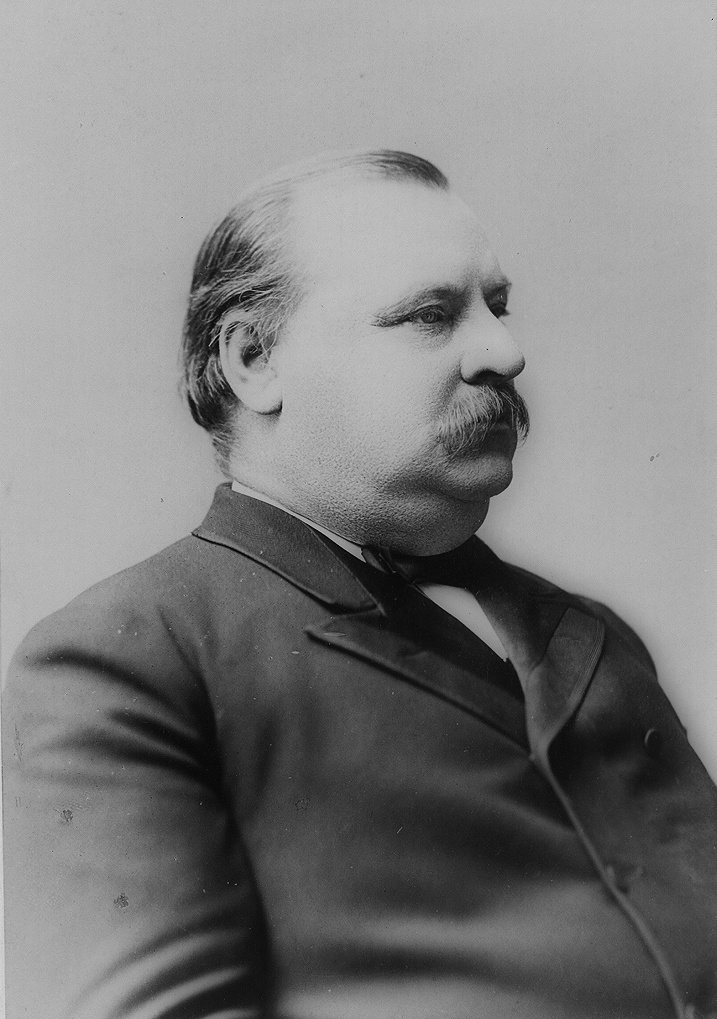
Grover Cleveland, 22. Präsident der Vereinigten Staaten

Das Kabinett Cleveland I war die Regierung der USA unter Präsident Grover Cleveland während dessen erster Amtszeit von 1885 bis 1889. 
Der Präsident hatte die Wahl von 1884 als erstes Mitglied der Demokratischen Partei seit dem Beginn des Sezessionskrieges gewonnen. Bei der Wahl von 1888 wurde er zwar nicht im Amt bestätigt, aber 1892 trat er erneut gegen seinen Nachfolger Benjamin Harrison an, setzte sich durch und bildete in seiner zweiten Amtszeit das Kabinett Cleveland II.
Eine der letzten Amtshandlungen, bevor Cleveland erstmals das Weiße Haus verließ, war die Schaffung des Landwirtschaftsministeriums. Der erste Minister, Norman Jay Colman, trat seinen Posten im Februar 1889 an, sodass es nicht einmal mehr zur Bestätigung seiner Ernennung durch den Senat reichte.
Den Großteil seiner ersten Amtszeit absolvierte Grover Cleveland ohne Stellvertreter. Vizepräsident Thomas A. Hendricks starb bereits im November 1885; die Nominierung eines Nachfolgers vor der nächsten regulären Präsidentschaftswahl war zu dieser Zeit noch nicht möglich.

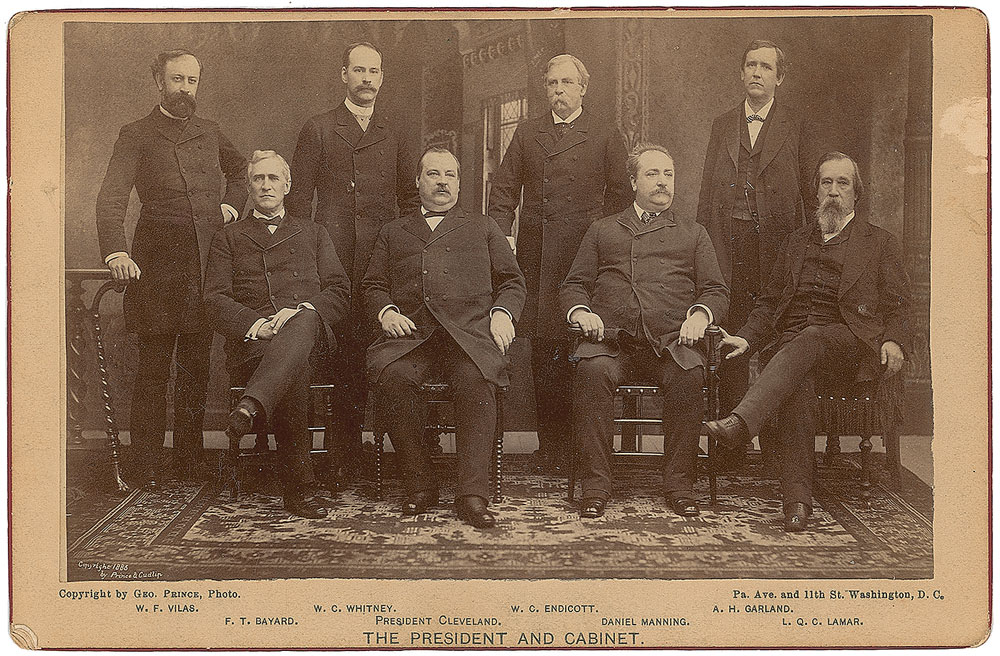
Das Kabinett Cleveland I: (hinten von links) William F. Vilas, William C. Whitney, William C. Endicott, Augustus H. Garland; (vorn von links) Thomas F. Bayard, Grover Cleveland, Daniel Manning, Lucius Q. C. Lamar.

## Mehrheit im Kongress
| Präsident                         | Präsident            | Kongress | Haus  | Haus    | Senat | Senat | Gesamt | Gesamt             |
| --------------------------------- | -------------------- | -------- | ----- | ------- | ----- | ----- | ------ | ------------------ |
|                                   | Grover Cleveland (D) | 49.      |       | 183/325 |       | 34/76 |        | Divided government |
| 50.                               | Grover Cleveland (D) | 167/325  | 37/76 |         |       |       |        | Divided government |
| Quelle: Repräsentantenhaus, Senat |                      |          |       |         |       |       |        |                    |

## Das Kabinett
| Ressort / Amt                                   | Amtsinhaber                      | Partei | Partei       | Zeitraum  | Bild |
| ----------------------------------------------- | -------------------------------- | ------ | ------------ | --------- | ---- |
| Präsident der Vereinigten Staaten               | Stephen Grover Cleveland         |        | Demokrat (D) | 1885–1889 |      |
| Vizepräsident der Vereinigten Staaten           | Thomas Andrews Hendricks         |        | D            | 1885      |      |
| Vizepräsident der Vereinigten Staaten           | vakant                           |        |              | 1885–1889 |      |
| Ministerämter                                   |                                  |        |              |           |      |
| Außenminister der Vereinigten Staaten           | Thomas Francis Bayard            |        | D            | 1885–1889 |      |
| Finanzminister der Vereinigten Staaten          | Daniel Manning                   |        | D            | 1885–1887 |      |
| Finanzminister der Vereinigten Staaten          | Charles Stebbins Fairchild       |        | D            | 1887–1889 |      |
| Kriegsminister der Vereinigten Staaten          | William Crowninshield Endicott   |        | D            | 1885–1889 |      |
| Marineminister der Vereinigten Staaten          | William Collins Whitney          |        | D            | 1885–1889 |      |
| Justizminister der Vereinigten Staaten          | Augustus Hill Garland            |        | D            | 1885–1889 |      |
| Postminister der Vereinigten Staaten            | William Freeman Vilas            |        | D            | 1885–1888 |      |
| Postminister der Vereinigten Staaten            | Donald McDonald Dickinson        |        | D            | 1888–1889 |      |
| Innenminister der Vereinigten Staaten           | Lucius Quintus Cincinnatus Lamar |        | D            | 1885–1888 |      |
| Innenminister der Vereinigten Staaten           | William Freeman Vilas            |        | D            | 1888–1889 |      |
| Landwirtschaftsminister der Vereinigten Staaten | Norman Jay Colman                |        | D            | 1889      |      |